# 9 juillet 1983
Le samedi 9 juillet 1983 est le 190e jour de l'année 1983.

## Naissances
- Bruno Bošnjak, snowboardeur croate
- Carmelo González Jiménez, joueur espagnol de football
- Chie Yoshizawa, joueuse japonaise de volley-ball
- Christopher Porco, criminel américain
- David Gillick, athlète irlandais spécialiste du 400 mètres
- Dmitri Oboukhov, joueur russe de hockey sur glace
- Francesca Marcon, joueuse italienne de volley-ball
- Lenka Janistinová, mannequin tchèque
- Lucia Micarelli, musicienne américaine
- Luigi Sestili, coureur cycliste italien
- Lukas Kruse, footballeur allemand
- Margaux Kindhauser, auteure de bande-dessinée
- Marco Dapper, acteur et mannequin américain
- Miguel Montero, joueur vénézuélien de baseball
- Thierry Steimetz, footballeur français

## Décès
- Luigi Silori (né le 19 novembre 1921), écrivain italien
- Roger Fernay (né le 5 décembre 1905), acteur et auteur français
- Sven Jacobsson (né le 17 avril 1914), footballeur suédois

## Événements
- Affaire Toufik Ouanes dans la cité des 4000 à La Courneuve
- Sortie de l'album Fantastic de Wham!